# Ottawa Fury FC
Az Ottawa Fury FC egy megszűnt kanadai labdarúgócsapat, amelynek székhelye az Ontario állambeli Ottawa városában volt. A klub 2014 és 2019 között az észak-amerikai másodosztályban, a USLC-ben szerepel. Hazai mérkőzéseit a 24 000 néző befogadására alkalmas TD Place Stadionban játszotta.

## Vezetőedzők
| Név                           | Évek                                     |
| ----------------------------- | ---------------------------------------- |
| Marc Dos Santos               | 2013. május 23. – 2015. november 20.     |
| Paul Dalglish                 | 2015. november 20. – 2017. augusztus 15. |
| Julián De Guzmán (ideiglenes) | 2017. augusztus 15. – 2017. december 21. |
| Nikola Popović                | 2017. december 21. – 2019. október 31.   |

## További hivatkozások
- Hivatalos honlapja